# Magyar Honvédség Szolgálati Jelek 1990 után
A Szolgálati Jel a honvédelmi miniszter, illetve a Honvéd Vezérkar Főnöke által adományozható kitüntetés, átadásának részleteit a 15/2013. (VIII. 22.) HM rendelet szabályozza.

## Fokozatai
Az állomány tagjának:
a) Tiszti Szolgálati Jel

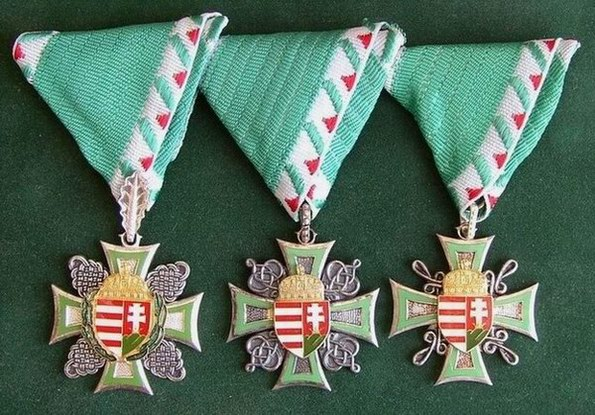
Tiszthelyettesi (zászlósi) Szolgálati Jel I. II. III. fokozatai

- Babérkoszorúval ékesített fokozata 40 év után,
- I. fokozata 30 év után,
- II. fokozata 20 év után,
- III. fokozata 10 év után,

adományozandó a tényleges szolgálati viszonyban töltött idő figyelembevételével.
b) Altiszti-tiszthelyettesi Szolgálati Jel
- Babérkoszorúval ékesített fokozata 40 év után,
- I. fokozata 30 év után,
- II. fokozata 20 év után,
- III. fokozata 10 év után

adományozandó a tényleges szolgálati viszonyban töltött idő figyelembevételével.
c) Legénységi Szolgálati Jel
- I. fokozata 15 év után,
- II. fokozata 10 év után,
- III. fokozata 5 év után

adományozandó a tényleges szolgálati viszonyban töltött idő figyelembevételével.

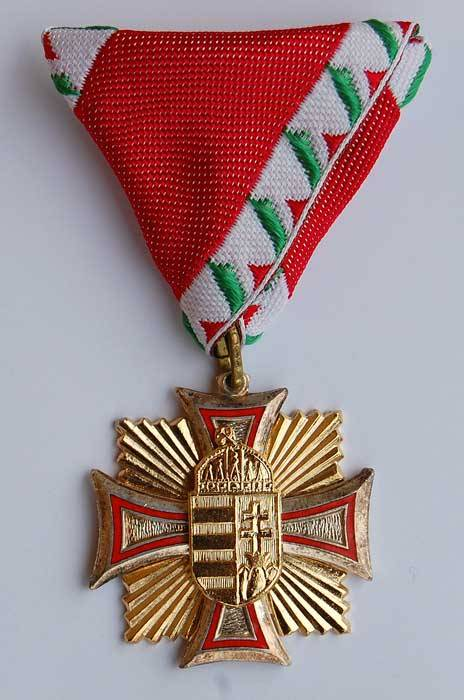
Legénységi Szolgálati Jel I. fokozata

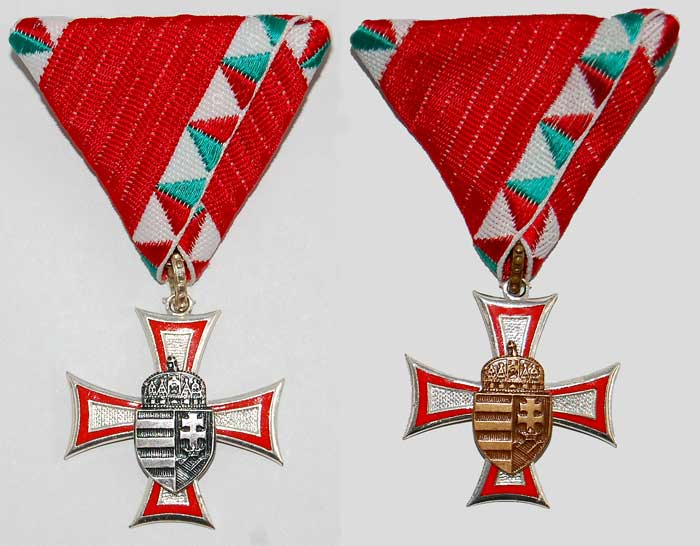
Legénységi Szolgálati Jelek 10 és 5 éves szolgálat után

Tiszti, Altiszti-legénységi Szolgálati Jel adományozható az állomány tagjának akkor is, ha a szolgálatból történő végleges kiválás évében éri el tényleges szolgálati ideje a fent említett meghatározott időtartamot.

## Szolgálati Jelek leírása

### Tiszti Szolgálati Jel leírása
a) Babérkoszorúval ékesített fokozat: leírása az I. fokozatéval egyezik meg azzal, hogy szalagján zöld zománcozott stilizált babérkoszorú ékítmény van.
b) I. fokozat: középpont felé összefutó szárú ezüstszínű kereszt fehér zománcszegéllyel, közepén Magyarország zománcozott címerével, a keresztszárak között sűrű fonatos, aranyszínű vitézkötés van. A felfüggesztésnél az ellenkarikán stilizált aranyszínű cserfalevél.
c) II. fokozat: középpont felé összefutó szárú ezüstszínű kereszt fehér zománcszegéllyel, közepén Magyarország zománcozott címerével, a keresztszárak között nagyhurkos, aranyszínű vitézkötés van. A felfüggesztés gyöngyözött aranyszínű ellenkarika.
d) III. fokozat: középpont felé összefutó szárú ezüstszínű kereszt fehér zománcszegéllyel, közepén Magyarország zománcozott címerével, a keresztszárak között háromhurkos, aranyszínű vitézkötés van. A felfüggesztés gyöngyözött aranyszínű ellenkarika.
A szalag háromszög alakúra hajtott, színe fehér, széleit farkasfog minta díszíti, amelynek minden háromszöge egyenként tartalmazza a nemzeti színeket.

### Altiszti-legénységi Szolgálati Jel leírása
a) Babérkoszorúval ékesített fokozat: leírása az I. fokozatéval egyezik meg, azzal, hogy szalagján ezüstszínű stilizált babérkoszorú ékítmény van.
b) I. fokozat: középpont felé összefutó szárú ezüstszínű kereszt világoszöld zománcszegéllyel, közepén Magyarország zománcozott címerével, a keresztszárak között sűrű fonatos, ezüstszínű vitézkötés van. A felfüggesztésnél az ellenkarikán stilizált ezüstszínű cserfalevél.
c) II. fokozat: középpont felé összefutó szárú ezüstszínű kereszt világoszöld zománcszegéllyel, közepén Magyarország zománcozott címerével, a keresztszárak között nagyhurkos, ezüstszínű vitézkötés van. A felfüggesztés gyöngyözött aranyszínű ellenkarika.
d) III. fokozat: középpont felé összefutó szárú ezüstszínű kereszt világoszöld zománcszegéllyel, közepén Magyarország zománcozott címerével, a keresztszárak között háromhurkos, ezüstszínű vitézkötés van. A felfüggesztés gyöngyözött ezüstszínű ellenkarika.
A szalag háromszög alakúra hajtott, színe az altiszti esetén világoszöld, illetve vörös a legénységinél. Széleit farkasfog minta díszíti, amelynek minden háromszöge egyenként tartalmazza a nemzeti színeket.